# نوينراده
نوينراده (بالألمانية: Neuenrade) هي بلدة ألمانية تقع في ألمانيا في Märkischer Kreis. يقدر عدد سكانها بـ 12,212 نسمة .

## المدن التوأمة
مدن Dinxperlo و كلينغلتال (زاكسن) هي مدن توأمة لـنوينراده.